# Plourivo
Plourivo är en kommun i departementet Côtes-d'Armor i regionen Bretagne i nordvästra Frankrike. Kommunen ligger i kantonen Paimpol som tillhör arrondissementet Saint-Brieuc. År 2022 hade Plourivo 2 267 invånare.

## Befolkningsutveckling
Antalet invånare i kommunen Plourivo
Referens:INSEE